# Museo Nacional de Cardiff
El Museo nacional de Cardiff  (en galés: Amgueddfa Genedlaethol Caerdydd; en inglés: National Museum Cardiff)  es un museo británico y una galería de arte localizado en la capital galesa de Cardiff. El museo forma parte de la red más amplia de Amgueddfa Cymru – National Museum Wales. La entrada se mantiene libre mediante una subvención del gobierno galés; sin embargo, sí piden donaciones en todo el museo. Situado en el conjunto de edificios eduardianos que configuran el complejo cívico de Cathays Park. Su construcción comenzó en 1912 pero debido a la Primera Guerra Mundial no se pudo inaugurar al público hasta 1927.

## Historia
El Museo nacional de Gales fue fundado en 1905, siendo su estatuto real otorgado en 1907. Parte de la oferta para que Cardiff obtuviera el Museo nacional de Gales incluía el regalo de la Colección del Museo de Cardiff, entonces conocido como «Welsh Museum of Natural History, Archaeology and Art» [Museo galés de historia natural, arqueología y arte], que se entregó formalmente en 1912. El Museo de Cardiff compartía el edificio de la Vieja Biblioteca de Cardiff, y había sido un departamento de la biblioteca hasta 1893. La construcción de un nuevo edificio en el complejo cívico de Cathays Park comenzó en 1912, pero debido a la Primera Guerra Mundial, no se abrió al público hasta 1922, y la inauguración oficial tuvo lugar en 1927. Los arquitectos fueron Arnold Dunbar Smith y Cecil Brewer, aunque el edificio tal como está ahora es una versión muy truncada. de su diseño.
El esquema de escultura para el edificio fue ideado por sir W. Goscombe John y consistió en los grupos «Período prehistórico» y «Período clásico» de Gilbert Bayes, así como «Aprendizaje», «Minería» y «Envío» de Thomas J Clapperton, «Art» de Bertram Pegram, «Periodo medieval» de  R. L. Garbe, «Music» de David Evans y otros. D. Arthur Thomas recibió el encargo de producir un modelo para los Dragones y A. Bertram Pegram otro modelo para los Leones que se colocaron alrededor de la base de la cúpula.

## Presente
El museo tiene colecciones de arqueología, botánica, bellas artes y artes aplicadas, geología y zoología.
En 2011, con fondos de la Clore Duffield Foundation, la antigua Glanely Gallery se transformó en el «Clore Discovery Centre» [Centro de Descubrimiento Clore], que ofrece exploración práctica de los museos. 7.5 millones de artículos que normalmente están almacenados, incluidos insectos, fósiles y armas de la Edad de Bronce. También se pueden acomodar grupos escolares, grupos formales e informales, pero se debe reservar con anticipación.

## Museo Nacional de Arte

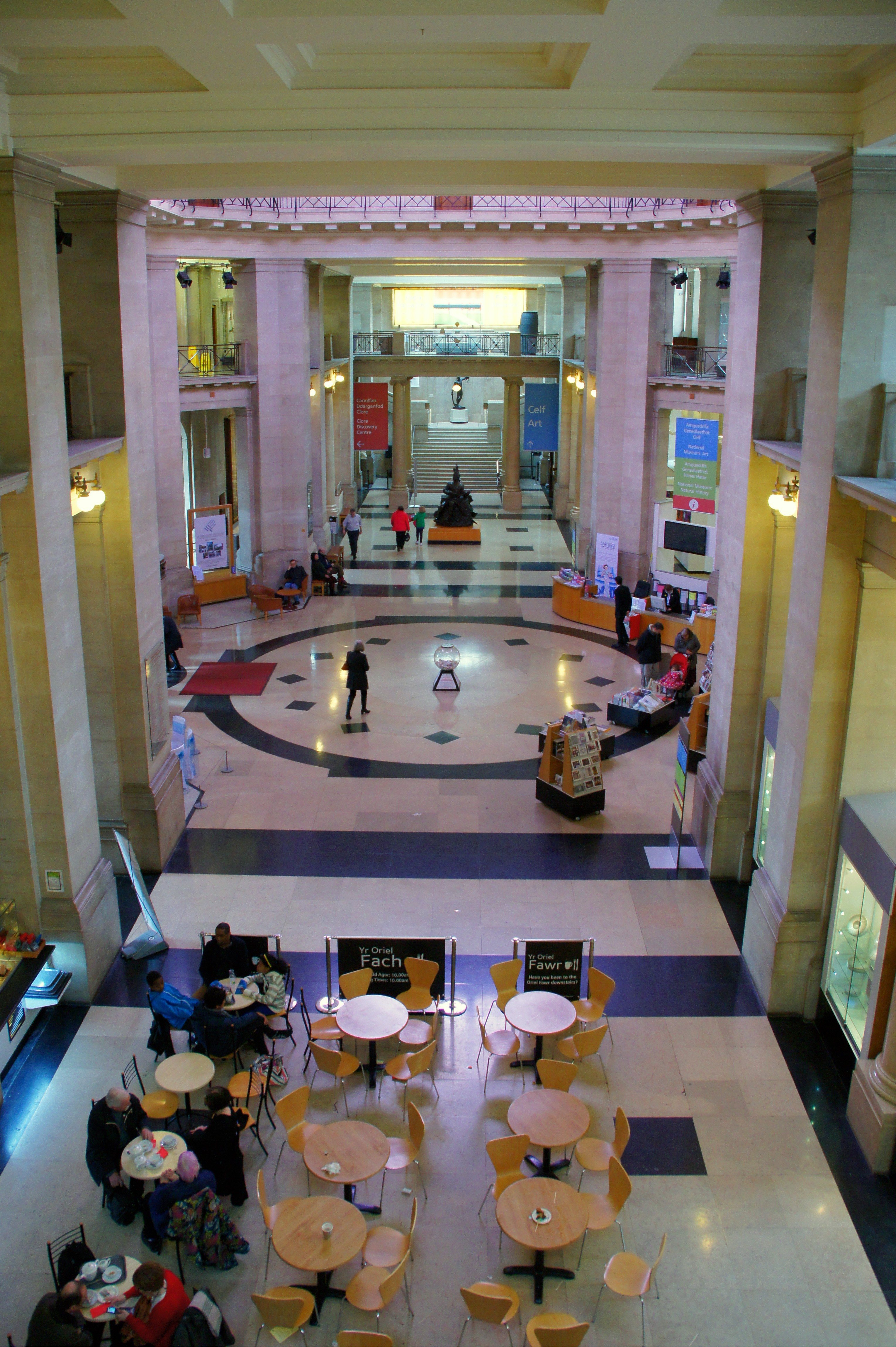
Área central del Museo nacional de Cardiff

El Museo Nacional de Arte (National Museum of Art) abrió sus puertas en 2011.
La colección de pinturas de los Viejos Maestros en Cardiff incluye, entre otras obras notables, The Virgin and Child between Saint Helena and St Francis, de Amico Aspertini, The Poulterer's Shop, de Frans Snyders, A Calm, de Jan van de Cappelle Desde 2016, el museo ha tenido en exposición permanente la obra de Rembrandt Portrait of Catharina Hooghsaet.
La colección de pinturas de paisajes en la tradición clásica incluye obras de Claude Lorrain, Gaspard Dughet, Salvator Rosa  y dos obras de Nicolas Poussin: The Funeral of Phocion [El funeral de Phocion] y The Finding of Moses  [El hallazgo de Moisés] (este último de propiedad conjunta del Museo y de The National Gallery de Londres). Estas obras prefiguran la carrera del nacido en Gales Richard Wilson, llamado «el padre de la pintura de paisajes británica». En 1979, se compraron como obras de Peter Paul Rubens cuatro cartones para tapices que ilustran escenas de La Eneida, pero ahora se discute la atribución.
Hay una galería dedicada al patrocinio británico del siglo XVIII, en particular la de sir Watkin Williams Wynn, quien fue apodado «el Medici galés» por su lujoso gasto en las artes. Incluye un retrato de Williams-Wynn en Roma con otros turistas, obra de Pompeo Batoni, un retrato de su segunda esposa por sir Joshua Reynolds y su órgano de cámara, diseñado por Robert Adam. Otras pinturas notables de este período son un retrato de la vizcondesa Elizabeth Bulkeley de Beaumaris, caracterizada como el personaje mitológico de  Hebe, del «sublime y terrible» George Romney y el retrato grupal de Johann Zoffany de Henry Knight, un terrateniente de Glamorgan, con sus hijos.
La colección de arte francés reunida por Margaret y Gwendoline Davies, nietas del acaudalado industrial  David Davies , legada al Museo Nacional en los años 1950 y 1960, hizo de la Galería Nacional de Gales un centro de prestigio internacional. Incluye el mayor grupo de pinturas de Honoré Daumier en el mundo y el más importante de Jean-François Millet en Gran Bretaña. Las obras de Claude Monet incluyen escenas venecianas, como San Giorgio Maggiore at Dusk  [San Giorgio Maggiore at Dusk] y ejemplos de su catedral de Ruan y series de Water Lilies . El posimpresionismo está representado por el trabajo tardío de Vincent Van Gogh,  Rain at Auvers, y por La presa François Zola de Paul Cézanne, la primera pintura del artista que se expone en una colección pública británica. Las dos obras más famosas de la colección de las hermanas Davies son  La parisina, de Pierre-Auguste Renoir, expuesta en la Primera Exposición Impresionista, y una versión del El beso de Auguste Rodin fundido en bronce.

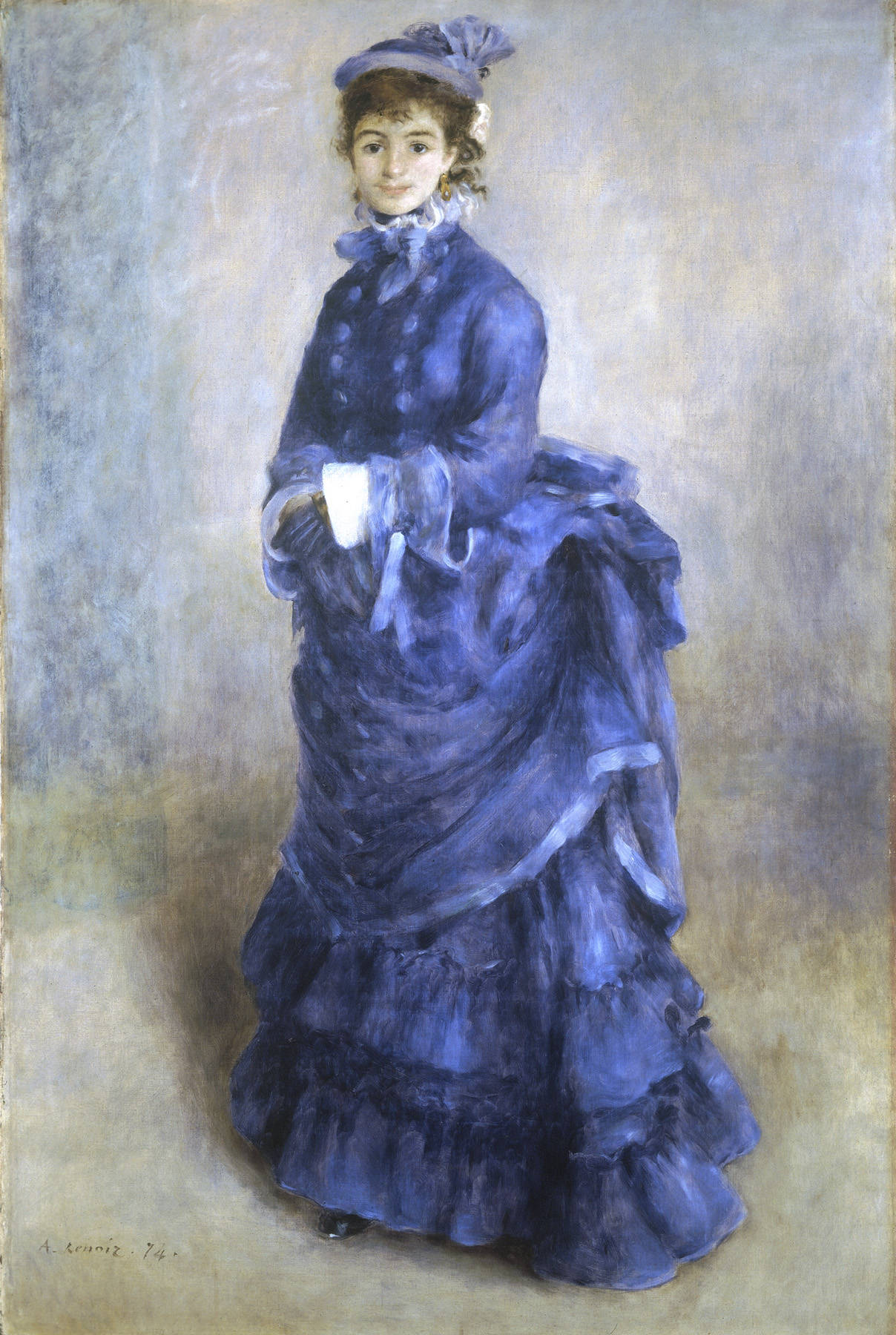
La parisina de Pierre-Auguste Renoir, una de las obras más populares del Museo nacional

La galería de arte cuenta con obras de todos los notables artistas galeses, incluidos paisajes de  Richard Wilson  y el pionero Thomas Jones. Hay una gran cantidad de obras de  John Gibson, el escultor favorito de la reina Victoria, y las principales pinturas de Augustus John y su hermana  Gwen John, incluida la famosa imagen antigua de Dylan Thomas. Ceri Richards está bien representado. La producción artística de David Jones está bien representada, pero rara vez se muestra debido a la frágil naturaleza de sus trabajos en papel. El pintor contemporáneo más destacado de Gales, sir Kyffin Williams  (1918-2006), también figura en la colección.
La colección de arte del siglo XX incluye obras de los escultores Jacob Epstein, Herbert Ward y Eric Gill  y pintores como Stanley Spencer, el impresionista británico Wynford Dewhurst, L. S. Lowry y Oskar Kokoschka. Las obras de artistas contemporáneos están en exposición rotativa, incluidas las de y Luke Jones, Francis Bacon, Frank Auerbach and Rachel Whiteread.  La obra de Pablo Picasso Nature Morte au Poron [Naturaleza Morte au Poron] fue adquirida en 2009.